# Václav Zelotýn z Krásné Hory
Václav Zelotýn z Krásné Hory (1532, Praha – 17. května 1585) byl český matematik a lékař.

## Život
Václav Zelotýn dostal v roce 1554 bakalářský titul a v roce 1561 se stal mistrem na pražské univerzitě. Odešel pak studovat do německého Wittenbergu, kde pokračoval ve studiu přírodních věd a lékařství. V roce 1564 se vrátil zpět do Prahy a stal se profesorem na univerzitě, kde přednášel matematiku a lékařství. Kromě toho se zabýval rovněž astronomií a alchymií. Podobně jako Tadeáš Hájek z Hájku popsal i on novu z roku 1572 ve spisu Křesťanské, potřebné a pobožné napomenutí a uvažování nové té a zázračné hvězdy. Vydával také kalendáře a v roce 1583 jako první v Čechách podal srovnání kalendáře juliánského a gregoriánského.